# HL60細胞
HL-60 (Human promyelocytic leukemia cells) 細胞株は、白血病細胞株であり、実験室で、血液細胞の分化の研究に用いられている。HL-60は、浮遊細胞であり、ウシ胎児血清 (FBS) やL-グルタミン、HEPES、抗生物質が添加された細胞培養培地中で継続的に増殖する。倍加時間は約36-48時間である。HL-60細胞株は、アメリカ国立癌研究所 (NCI) の急性前骨髄性白血病の36歳の女性に由来する。HL-60細胞は、主に好中球性の前骨髄球（前駆体）である。
HL-60細胞の増殖は、細胞表面に発現しているトランスフェリンおよびインスリン受容体を介して起こる。トランフェリンおよびインスリンの要求性は絶対的であり、これらの化合物のどちらかが無血清培地から除去されるとHL-60細胞の増殖はただちに停止する。この細胞株では、成熟顆粒球への自発的な分化がジメチルスルホキシド (DMSO) やレチノイン酸などによって誘導される。1,25-ジヒドロキシビタミンD3や12-O-テトラデカノイルホルボール 13-アセタート (TPA)、GM-CSFのような化合物は、HL-60細胞を単球、マクロファージ様、好酸球性表現型にそれぞれ分化させることができる。
HL-60培養細胞株は、骨髄球の分化における分子イベントならびに分化プロセスにおける生理学的、薬理学的、ウイルス学的要素に関する研究のためのヒト細胞の継続した供給源となっている。HL-60細胞モデルは、細胞の分化およびアポトーシスにおけるDNAトポイソメラーゼ (topo) IIαおよびIIβの効果を研究するために用いられており、また水環境での浮遊および球形の細胞を必要とする誘電泳動現象の研究に特に有用である。